# Jorge Alfonso Calderón Salazar
Jorge Alfonso Calderón Salazar (La Cruz, Sinaloa, 23 de enero de 1949) es un académico, economista y político mexicano, que fue miembro del Partido de la Revolución Democrática (PRD). Fue diputado federal y senador.

## Biografía
Es licenciado en Economía por la Universidad Nacional Autónoma de México (UNAM) donde cursó en 1966 a 1970 se tituló en 1973 con la tesis «Dinámica Socio-económica de México 1920-1934» y licenciado en Relaciones Internacionales por la Escuela de Estudios Superiores en Ciencias Sociales de París; fue profesor de la Facultad de Economía de la UNAM de 1971 a 1997, de la maestría en Desarrollo Rural de la Universidad Autónoma Chapingo de 1979 a 1991, coordinador de proyectos de investigación del Instituto de Investigaciones Económicas de la UNAM de 1985 a 1988 y asesor de proyectos de investigación en la maestría en Desarrollo Rural de la Universidad Autónoma Metropolitana Unidad Xochimilco.
De 1971 a 1972 fue investigador en la subsecretaría de Planeación de la entonces Secretaría de Recursos Hidráulicos, de 1986 a 1987 fue asesor del Centro de Estudios Históricos del Agrarismo en México de la Secretaría de la Reforma Agraria (SRA), y de 1989 a 1990 fue consultor del programa Formación de Recursos Humanos de Alto Nivel de la Organización de las Naciones Unidas (ONU), la Organización de las Naciones Unidas para la Agricultura y la Alimentación (FAO) y la Comisión Económica para América Latina y el Caribe (CEPAL).
En 1989 se unió al PRD, y de ese año al de 1997 participó en la comisión del Programa Económica. En 1991 fue postulado y elegido diputado federal por el principio de representación proporcional a la LV Legislatura de dicho año al de 1994. De 1991 a 1997 fue consejero nacional y de 1995 a 1996 fue secretario de Relaciones Internacionales del comité nacional del partido que presidía Porfirio Muñoz Ledo.
En 1997 fue elegido senador por lista nacional para el periodo extraordinario de ese año a 2000 y que correspondió a la LVII Legislatura. En ella fue presidente de la comisión de Relaciones Exteriores y vicepresidente de la mesa directiva de 1998 a 1999.